# Let's Dance (televisieprogramma)
Let's Dance was een televisieprogramma op de Nederlandse televisiezender RTL 4. Op 29 augustus 2009 was de eerste aflevering. De presentatie was in handen van Carlo Boszhard en Irene Moors.
In Let's Dance draait alles om het zo goed mogelijk nadoen van een dansje uit een musical, film of videoclip. De jury bestaat uit Stanley Burleson, Angela Groothuizen en Albert Verlinde. De opbrengsten die binnenkomen van de stemmen worden gedoneerd aan KiKa.
In de vijfde uitzending werd Groothuizen vervangen door Willeke Alberti.
Op 17 oktober 2009 won Inge de Bruijn de finale met haar optreden als Smooth Criminal van Michael Jackson.

## Deelnemers
| Deelnemer(s) | Nummer                                                            | Uitslag                                                                                           |
| --- | ----------------------------------------------------------------- | ------------------------------------------------------------------------------------------------- |
| Carlo Boszhard, Irene Moors en Marc Forno | Tele-Romeo, Alle Kleuren (K3) en Fienger, fienger (De TV Kantine) | eenmalig optreden in de finale als opening                                                        |
| John Williams | Single Ladies (Beyoncé)                                           | naar finale                                                                                       |
| Jody Bernal | Rock Your Body (Justin Timberlake)                                | naar finale                                                                                       |
| Quinty Trustfull, Lodewijk Hoekstra & Thomas Verhoef                                                                                               | Vogue (Madonna)                                                   | naar finale                                                                                       |
| Het Radio 538 team: Mark Labrand, Barry Paf, Jeroen Nieuwenhuize, Joey Hereman en Jens Timmermans                                                  | Lady Marmalade (Moulin Rouge!)                                    | naar finale                                                                                       |
| Jochem van Gelder | Daddy Cool (Boney M)                                              | naar finale                                                                                       |
| Carlos Lens | U Can't Touch This (MC Hammer)                                    | naar finale                                                                                       |
| Inge de Bruijn | Smooth Criminal (Michael Jackson)                                 | winnares halve finale, naar finale; eerder naar halve finale, 3 jurystemmen; de winnaar           |
| Tijl Beckand | Medley (Austin Powers)                                            | naar halve finale, 2 jurystemmen (Angela en Stanley)                                              |
| Willibrord Frequin en Viola Holt | JK Wedding Entrance (YouTube)                                     | naar halve finale, 3 jurystemmen                                                                  |
| Renate Verbaan | Candyman (Christina Aguilera)                                     | naar halve finale, 3 jurystemmen; kon in de halve finale niet meedoen in verband met een blessure |
| Catherine Keyl | Baby One More Time (Britney Spears)                               | naar halve finale, 2 jurystemmen (Albert en Willeke)                                              |
| Oranje Heren hockey team: Robbert Kemperman, Jeroen Hertzberger, Laurence Docherty, Wouter Jolie, Rogier Hofman, Marcel Balkestein en Floris Evers | Jailhouse Rock (Elvis Presley)                                    | naar halve finale, 3 jurystemmen                                                                  |
| Derek Ogilvie | Grease (Grease)                                                   | afgevallen show 6                                                                                 |
| Marianne van Wijnkoop en Ewout Genemans | Belle en het Beest                                                | afgevallen show 6                                                                                 |
| Dennis van der Geest en Nicolette van Dam | Around The World (Daft Punk)                                      | afgevallen show 6                                                                                 |
| Judith Osborn | Hung Up (Madonna)                                                 | afgevallen show 6                                                                                 |
| Dries Roelvink | La Vida Loca (Ricky Martin)                                       | afgevallen show 5                                                                                 |
| Tatum Dagelet en Jennifer de Jong | Nowadays/Hot Honey Rag (Chicago)                                  | afgevallen show 5                                                                                 |
| Robert Schoemacher | Saturday Night Fever                                              | afgevallen show 5                                                                                 |
| The Mask (Ivan Paulovich) en EliZe | The Mask                                                          | afgevallen show 5, 1 jurystem (Stanley)                                                           |
| Char Margolis en Sander Janson | West Side Story                                                   | afgevallen show 4                                                                                 |
| Rudolph van Veen | Sirtaki                                                           | afgevallen show 4                                                                                 |
| Gooische meisjes | Blame It on the Boogie (Jackson 5)                                | afgevallen show 4                                                                                 |
| Kasper van Kooten | Hey you (Rock Steady Crew)                                        | afgevallen show 4; verving Renate Verbaan in de halve finale                                      |
| Emile Ratelband en Monique Sluyter | Guru                                                              | afgevallen show 3                                                                                 |
| John van den Heuvel | I'm Too Sexy (Right Said Fred)                                    | afgevallen show 3                                                                                 |
| Lieke van Lexmond en Thijs Willekes | Swingdance (Junglebook)                                           | afgevallen show 3                                                                                 |
| Kim-Lian van der Meij en Mimoun Ouled Radi | Pulp Fiction                                                      | afgevallen show 3                                                                                 |
| Peter van der Vorst | Riverdance                                                        | afgevallen show 2                                                                                 |
| Nikkie Plessen en Sascha Visser | Lambada                                                           | afgevallen show 2                                                                                 |
| GTST Team: Ruud Feltkamp, Alexandra Alphenaar, Gigi Ravelli, Peter Post en Everon Jackson Hooi                                                     | High School Musical                                               | afgevallen show 2                                                                                 |
| Adje | What a Feeling (Flashdance)                                       | afgevallen show 2                                                                                 |
| Karin Bloemen | Pinguïndans (Mary Poppins)                                        | afgevallen show 1                                                                                 |
| Dirk Taat en Mari van de Ven | The Time Of My Life (Dirty Dancing)                               | afgevallen show 1                                                                                 |
| Hind, Glennis Grace en Nathalie Makoma | Medley (Dreamgirls)                                               | afgevallen show 1                                                                                 |
| Wendy van Dijk en Winston Gerschtanowitz | You're The One That I Want (Grease)                               | afgevallen show 1, 1 jurystem (Albert)                                                            |

## Nipplegate Hind
De eerste aflevering vond er een nipplegate plaats. "Dreamgirls" Glennis, Hind en Natalie dansten wild op het podium tijdens hun optreden. Nathalie trok daarbij per ongeluk het jurkje van Hind naar beneden, waardoor de kijkers de tepel van Hind konden zien.
In de tweede aflevering bood Nathalie haar excuses aan en ze fungeerde in het optreden van Jody Bernal. Als Janet Jackson speelde ze met Jody Bernal (Justin Timberlake) de beroemde nipplegate na tijdens Super Bowl.

## 'The Mask'
Tijdens de 4e liveshow op 19 september was er een mystery guest in het publiek, verkleed als The Mask. Hij deed een korte dans voordat hij weer vertrok, en in de week erna werd druk gespeculeerd over wie deze persoon nu precies was. Op 26 september, tijdens de 5e liveshow, was The Mask opnieuw aanwezig, dit keer met zangeres Elize aan zijn zijde en trad op als 4e deelnemer van die avond. In de "dance-off" werd hij verslagen door Catherine Keyl, maar er werd wel onthuld wie deze man nu was, en het bleek Ivan Paulovich te zijn, de winnaar van de eerste editie van "So You Think You Can Dance".
Hitbingo (1991 - 1992) · Telekids (1993 - 1999) · Life & Cooking (2000 - 2009) · Carlo & Irene Show (2003) · Jong Geleerd (2007) · Let's Dance (2009) · Carlo & Irene: Life4You (2009 - 2015) · De TV Kantine (2009 - 2021) · Zie Ze Vliegen (2011) · Typisch Carlo & Irene (2014)